# 1-я гвардейская артиллерийская дивизия прорыва
1-я гвардейская артиллерийская дивизия прорыва — гвардейское формирование (соединение, гвардейская артиллерийская дивизия прорыва) артиллерии РККА резерва ВГК Вооружённых сил СССР, в Великой Отечественной войне и после неё.
Сокращённое наименование — 1 гв.адп.
1 гв.адп участвовала в Сталинградской и Курской битвах, освобождении Украины и Польши, Берлинской и Пражской наступательных операциях.
Полное наименование, по окончании войны — 1-я гвардейская артиллерийская Глуховская ордена Ленина Краснознамённая орденов Суворова Кутузова и Богдана Хмельницкого дивизия прорыва РГК.

## История
Сформирована на Юго-Западном фронте в октябре 1942 года как 1-я артиллерийская дивизия, в состав управления вошли 816-й отдельный разведывательный артиллерийский дивизион (816 орадн) и 45-я отдельная корректировочная авиационная эскадрилья (45 окаэ), в действующей армии в период с 31 октября 1942 года по 1 марта 1943 года.
Боевое крещение дивизия получила 9 ноября 1942 в районе Клетская, Серафимович, где она поддерживала действия войск 21-й армии Юго-Западного фронта на завершающем этапе оборонительного сражения Сталинградской битвы. Во 2-й половине ноября 1942 — январе 1943 части дивизии, находясь в оперативном подчинении 24-й и 65-й армий Донского фронта, участвовали в боевых действиях по окружению и уничтожению немецко-фашистских войск в районе Сталинграда. За проявленную стойкость, мужество, дисциплину и организованность, за героизм личного состава в битве под Сталинградом дивизия 1 марта 1943 года награждена почётным званием «Гвардейская» и была преобразована в 1-ю гвардейскую артиллерийскую дивизию прорыва.
В феврале была включена в состав Центрального фронта и подчинена командованию 65-й, затем 70-й армии. В ходе оборонительного сражения в Курской битве части дивизии на стыке 13-й и 70-й армий массированным огнём уничтожали танки, артиллерию и пехоту противника в районе Самодуровка и Молотычи. В ночь на 10 июля 167-й и 206-й гвардейские лёгкие артиллерийские полки в упор расстреливали пехоту и танки противника. В этом бою гвардейцы уничтожили 40 танков и до трёх батальонов немецко-фашистских войск.
Особенно отличилась батарея 167-го арт. полка (командир ст. лейтенант С. И. Родионов), которая прямой наводкой уничтожила 24 танка и отбила более 10 атак противника. За проявленный героизм Родионову было присвоено звание Героя Советского Союза.
После боёв под Курском дивизия в составе 60-й армии участвовала в освобождении Глухова (30 августа), Конотопа (6 сент.) и Бахмача (9 сент.). За отличие в боях при освобождении г. Глухов артдивизии присвоено почётное наименование «Глуховская» (31 авг. 1943).
8 сентября 1943 года за мужество и героизм личного состава 1 гв.адп была награждена орденом Красного Знамени.
За мужество и героизм, проявленные при форсировании Днепра войсками 60-й армии, 30 офицерам, сержантам и солдатам дивизии было присвоено звание Героя Советского Союза.
Отважно сражались гвардейцы-артиллеристы в боях на Правоберожной Украине в 1944 году. За умелые действия при освобождении гг. Шумское (26 февр.), Ямполь (3 марта), Изяславль (Изяслав), Острополь (5 марта) и проявленное при этом доблесть и мужество дивизия была награждена орденом Суворова 2-й степени (19 марта 1944).
В июле 1944 дивизия была передана в оперативное подчинение 13-й армии 1-го Украинского фронта и участвовала в Львовско-Сандомирской наступательной операции. За образцовое выполнение боевых задач личным составом при прорыве обороны немецко-фашистских войск на львовском направлении была награждена орденом Богдана Хмельницкого 2-й степени (9 августа 1944 года).
В январе-феврале 1945 соединения и части дивизии участвовали в Сандомирско-Силезской и Нижне-Силезской наступательных операциях.
Высокое боевое мастерство продемонстрировали артиллеристы соединения в составе 3-й гвардейской армии в Берлинской операции. За образцовое выполнение заданий командования при прорыве мейсенского оборонительного рубежа и овладении городами Котбус и Люббен дивизия была награждена орденом Кутузова 2-й степени (28 мая 1945).
За отличие при ликвидации окружённой группировки немецко-фашистских войск юго-восточнее Берлина награждена Орденом Ленина (4 июня 1945).
С ноября 1942 по 9 мая 1945 дивизия уничтожила и подавила около 1300 артиллерийских и миномётных батарей противника.

### После войны
- В мае 1960 г. на базе управления 21-й тяжёлой гаубичной артиллерийской бригады и Сибирского училища лётчиков сформирована 212-я ракетная бригада, в апреле 1961 г. преобразована в 39-ю гвардейскую ракетную дивизию. Почётное наименование, почётное звание гвардейская и ордена переданы ей по преемственности от 1-й гвардейской артиллерийской дивизии прорыва.

## Состав

### По состоянию на 1 января 1943 года
(в составе 65-й армии Донского фронта)
- 468-й лёгкий артиллерийский полк; (вооружённый 76-мм дивизионными орудиями)
- 501-й лёгкий артиллерийский полк; (вооружённый 76-мм дивизионными орудиями)
- 1189-й лёгкий артиллерийский полк; (вооружённый 76-мм дивизионными орудиями)
- 1107-й пушечный артиллерийский полк; (вооружённый 152-мм орудиями МЛ-20)
- 1166-й пушечный артиллерийский полк; (вооружённый 152-мм орудиями МЛ-20)
- 275-й гаубичный артиллерийский полк; (вооружённый 152-мм гаубицами обр.1909/30-го гг.)
- 126-й миномётный полк, выделен в резерв Донского фронта (В истории 1-й гв.адп РГК наличие такого полка не упоминается);
- 143-й миномётный полк, придан 66-й Армии
- 816-й отдельный разведывательный артиллерийский дивизион;
- 45-я корректировочная авиационная эскадрилья; (в составе 5 самолётов Су-2)

### По состоянию на 1 марта 1943 года
- В её состав вошли 274, 275 и 331-й гаубичные артполки, 1162-й и 1166-й пушечные артполки, 468, 501 и 1189-й истребительно-противотанковые артполки (20 февраля 1943 артиллерийские полки были сведены в три бригады — гаубичную, пушечную и истребительно-противотанковую) и 816-й отдельный разведывательный артиллерийский дивизион. В состав дивизии также вошла 45-я отдельная корректировочная авиационная эскадрилья в составе 5 двухместных самолётов Ил-2 и одного самолёта У-2.

В течение марта-апреля части дивизии переформированы в гвардейские и доукомплектованы

### По состоянию на 1 мая 1943 года
- 1-я гвардейская пушечная артиллерийская бригада
  - 201-й гвардейский пушечный артиллерийский полк (152-мм орудия МЛ-20)
  - 205-й гвардейский пушечный артиллерийский полк (152-мм орудия МЛ-20)
- 2-я гвардейская гаубичная артиллерийская бригада
  - 169-й гвардейский гаубичный артиллерийский полк (122-мм/152-мм гаубицы)
  - 203-й гвардейский гаубичный артиллерийский полк (122-мм гаубицы)
  - 399-й гаубичный артиллерийский полк (122-мм гаубицы)
- 3-я гвардейская лёгкая артиллерийская бригада
  - 167-й гвардейский лёгкий артиллерийский полк (76-мм дивизионные орудия)
  - 203-й гвардейский лёгкий артиллерийский полк (76-мм дивизионные орудия)
  - 206-й гвардейский лёгкий артиллерийский полк (76-мм дивизионные орудия)
- 14-й  отдельный гвардейский разведывательный артиллерийский дивизион
- 870-й отдельный автотранспортный батальон
- 528-я медико-санитарная рота
- 469-я полевая авторемонтная база (включена в состав дивизии 15.5.1943)
- 101-я полевая артиллерийская ремонтная мастерская (включена в состав дивизии 5.7.1943)
- 494-я полевая хлебопекарня
- 1726-я полевая почтовая станция
- 1786-я полевая касса Госбанка

10.08.1943 201-й и 205-й гвардейские пушечные полки расформированы, 1-я гвардейская пушечная бригада переведена на новый штат в составе 3-х артидивизионов

### По состоянию на 1 января 1944 года
(в резерве 1-го Украинского фронта)
- 3-я гвардейская лёгкая артиллерийская бригада;
- 1-я гвардейская пушечная артиллерийская бригада;
- 2-я гвардейская гаубичная артиллерийская бригада.

25.11.1944 дивизия переформирована в артиллерийскую дивизию прорыва. В состав дивизии вошли:
- 98-я тяжёлая гаубичная артиллерийская бригада (прибыла 4.12.1944)
- 16-я тяжёлая миномётная бригада (прибыла 4.12.1944)
- 19-я гвардейская миномётная бригада РС (прибыла 7.1.1945)
- 30-я миномётная бригада (прибыла 12-15.1.1945)

Из состава дивизии выбыл 206-й гвардейский лёгкий артполк

### По состоянию на 1 января 1945 года
(в составе 13-й армии 1-го Украинского фронта)
- 3-я гвардейская лёгкая артиллерийская бригада;
- 1-я гвардейская пушечная артиллерийская бригада;
- 2-я гвардейская гаубичная артиллерийская бригада;
- 98-я тяжёлая гаубичная артиллерийская бригада;
- 16-я тяжёлая миномётная бригада.

### По состоянию на 1 мая 1945 года
- 1-я гвардейская пушечная артиллерийская бригада
  - 201-й гвардейский пушечный артиллерийский полк (152-мм орудия МЛ-20)
  - 205-й гвардейский пушечный артиллерийский полк (152-мм орудия МЛ-20)
- 2-я гвардейская гаубичная артиллерийская бригада
  - 169-й гвардейский гаубичный артиллерийский полк (122-мм гаубицы)
  - 203-й гвардейский гаубичный артиллерийский полк (122-мм гаубицы)
  - 399-й гаубичный артиллерийский полк (122-мм гаубицы)
- 3-я гвардейская лёгкая артиллерийская бригада
  - 167-й гвардейский лёгкий артиллерийский полк (76-мм дивизионные орудия)
  - 203-й гвардейский лёгкий артиллерийский полк (76-мм дивизионные орудия)
- 98-я тяжёлая гаубичная артиллерийская бригада (152-мм гаубицы)
- 16-я тяжёлая миномётная бригада (160-мм миномёты)
- 19-я гвардейская миномётная бригада РС (реактивные установки БМ-31-12)
- 30-я миномётная бригада
- 14-й  отдельный гвардейский разведывательный артиллерийский дивизион
- 870-й отдельный автотранспортный батальон
- 528-я медико-санитарная рота
- 469-я полевая авторемонтная база
- 101-я полевая артиллерийская ремонтная мастерская
- 494-я полевая хлебопекарня
- 1726-я полевая почтовая станция
- 1786-я полевая касса Госбанка

## Подчинение
- Дивизия находилась в оперативном подчинении 21-й, 65-й, 70-й, 60-й , 6-й, 13-й и 3-й гвардейской армий.

## Командиры
- Мазур, Викентий Никитович (окт. 1942 — май 1943), полковник, с 1 марта 1943 года генерал-майор
- Годин, Григорий Васильевич (май — сент. 1943), полковник, с 7 августа 1943 года генерал-майор артиллерии
- Волчек, Аркадий Николаевич (сент. 1943 — апр. 1944), полковник, с 28 сентября 1943 года генерал-майор артиллерии
- Жагала, Виктор Макарович (апр.- май 1944), полковник
- Хусид, Виктор Борисович (май 1944 — до конца войны), полковник, с 18 ноября 1944 года генерал-майор артиллерии.

## Награды и наименования
| Награда (наименование)                | Дата       | За что награждена |
| ------------------------------------- | ---------- | --- |
| Почётное звание Гвардейская           | 18.03.1943 | За проявленные в боях в Сталинградской битве отвагу, стойкость, дисциплину и героизм личного состава преобразована в гвардейскую |
| почётное наименование «Глуховская»    | 31.08.1943 | почётное наименование присвоено приказом Верховного Главнокомандующего от 31 августа 1943 года за отличие в боях при освобождении г. Глухов |
| Орден Красного Знамени                | 08.09.1943 | награждена указом Президиума Верховного Совета СССР от 8 сентября 1943 года за образцовое выполнение боевых заданий командования на фронте борьбы с немецкими захватчиками, (за отличие в боях при освобождении г. Глухова ?) и проявленные при этом доблесть и мужество.                                                          |
| Орден Суворова II степени             | 19.03.1944 | награждена указом Президиума Верховного Совета СССР от 19 марта 1944 года за образцовое выполнение боевых заданий командования на фронте борьбы с немецкими захватчиками, умелые действия при освобождении гг. Шумское (26 февр.), Ямполь (3 марта), Изяслав Острополь (5 марта) и проявленное при этом доблесть и мужество.       |
| Орден Богдана Хмельницкого II степени | 09.08.1944 | награждена указом Президиума Верховного Совета СССР от 9 августа 1944 года за образцовое выполнение боевых заданий командования на фронте борьбы с немецкими захватчиками, за образцовое выполнение боевых задач при прорыве обороны немецко-фашистских войск на львовском направлении и проявленные при этом доблесть и мужество. |
| Орден Кутузова II степени             | 28.05.1945 | награждена указом Президиума Верховного Совета СССР от 28 мая 1945 года за образцовое выполнение боевых заданий командования на фронте борьбы с немецкими захватчиками при прорыве мейсенского оборонительного рубежа и овладении гг. Котбус и Люббен и проявленные при этом доблесть и мужество.                                  |
| Орден Ленина                          | 04.06.1945 | награждена указом Президиума Верховного Совета СССР от 4 июня 1945 года за образцовое выполнение боевых заданий командования на фронте борьбы с немецкими захватчиками при ликвидации группы немецких войск, окружённой юго-восточнее Берлина и проявленные при этом доблесть и мужество.                                          |

## Отличившиеся воины
Более 13 200 воинов дивизии награждены орденами и медалями, 41 из них присвоено звание Героя Советского Союза.
- Абдуллин, Мансур Идиатович, гвардии старший сержант, командир орудия 167-го гвардейского лёгкого артиллерийского полка 3-й гвардейской лёгкой артиллерийской бригады.
- Артёменко, Юрий Ильич, гвардии подполковник, командир 200-го гвардейского лёгкого артиллерийского полка 3-й гвардейской лёгкой артиллерийской бригады.
- Ахаев, Филипп Петрович, гвардии старший сержант, командир орудия 200-го гвардейского лёгкого артиллерийского полка 3-й гвардейской лёгкой артиллерии
- Барышев Фёдор Михайлович 14-й гвардейский отдельный разведывательный артиллерийский дивизион
- Белявский, Борис Васильевич, гвардии старший сержант, помощник командира огневого взвода 19-й г{{1-я гвардейская артиллерийская дивизия прорыва}}вардейской миномётной бригады реактивной артиллерии.
- Богатов, Пётр Антонович, лейтенант, командир батареи 399-го гаубичного артиллерийского полка 2-й гвардейской гаубичной артиллерийской бригады.
- Бутко, Александр Андреевич, гвардии подполковник, командир 167-го гвардейского лёгкого артиллерийского полка 3-й гвардейской лёгкой артиллерийской бригады.
- Варава, Григорий Андреевич, гвардии старший сержант, командир орудия 200-го гвардейского лёгкого артиллерийского полка 3-й гвардейской лёгкой артиллерийской бригады.
- Вовк, Михаил Павлович, гвардии старший лейтенант, командир 3-й батареи 1-й гвардейской пушечной артиллерийской бригады.
- Воликов, Семён Антонович, гвардии красноармеец, разведчик-наблюдатель 203-го гвардейского гаубичного артиллерийского полка 2-й гвардейской гаубичной артиллерийской бригады.
- Галецкий, Анатолий Кузьмич, гвардии старший лейтенант, командир дивизиона 206-го гвардейского лёгкого артиллерийского полка 3-й гвардейской лёгкой артиллерийской бригады.
- Демьяненко, Иван Никитович, старший лейтенант, командир батареи 399-го гаубичного артиллерийского полка 2-й гвардейской гаубичной артиллерийской бригады.
- Джамангараев, Кашаган, гвардии старший сержант, командир орудия 2-й батареи 1-й гвардейской пушечной артиллерийской бригады.
- Джапаридзе, Мурман Давидович, гвардии младший сержант, старший разведчик 167-го гвардейского лёгкого артиллерийского полка 3-й гвардейской лёгкой артиллерийской бригады.
- Жагала, Виктор Макарович, гвардии полковник, командир 3-й гвардейской лёгкой артиллерийской бригады.
- Журавлёв, Александр Григорьевич, гвардии младший лейтенант, командир огневого взвода 167-го гвардейского лёгкого артиллерийского полка 3-й гвардейской лёгкой артиллерийской бригады.
- Зонов, Михаил Максимович, гвардии капитан, командир батареи 1-й гвардейской пушечной артиллерийской бригады.
- Иванов, Валентин Прокофьевич, гвардии старший лейтенант, командир дивизиона 167-го гвардейского лёгкого артиллерийского полка 3-й гвардейского лёгкой артиллерийской бригады. Лишён звания в 1963 году.
- Истратов, Пётр Захарович, гвардии майор, заместитель командира 167-го гвардейского лёгкого артиллерийского полка по политической части 3-й гвардейской лёгкой артиллерийской бригады.
- Ищанов, Истай, гвардии младший сержант, орудийный номер 206-го гвардейского лёгкого артиллерийского полка 3-й гвардейской лёгкой артиллерийской бригады.
- Кащеев, Михаил Александрович, гвардии старший лейтенант, командир батареи 200-го гвардейского лёгкого артиллерийского полка 3-й гвардейской лёгкой артиллерийской бригады.
- Ловчев, Виктор Константинович, гвардии младший лейтенант, командир огневого взвода 167-го гвардейского лёгкого артиллерийского полка 3-й гвардейской лёгкой артиллерийской бригады.
- Мельников, Алексей Иванович, рядовой, старший разведчик-наблюдатель 98-й гаубичной артиллерийской бригады. Звание присвоено посмертно.
- Мокрый, Николай Никитович, гвардии ефрейтор, командир отделения батареи артиллерийской разведки 200-го гвардейского лёгкого артиллерийского полка 3-й гвардейской лёгкой артиллерийской бригады.
- Муравьёв, Алексей Тимофеевич, гвардии капитан, командир батареи 206-го гвардейского лёгкого артиллерийского полка 3-й гвардейской лёгкой артиллерийской бригады.
- Пенаки, Зиновий Фёдорович, гвардии сержант, старший разведчик-наблюдатель батареи управления 2-й гвардейской гаубичной артиллерийской бригады.
- Пименов, Иван Тимофеевич, гвардии красноармеец, наводчик орудия 167-го гвардейского лёгкого артиллерийского полка 3-й гвардейской лёгкой артиллерийской бригады.
- Пономарёв, Николай Тимофеевич, гвардии сержант, командир орудия 206-го гвардейского лёгкого артиллерийского полка 3-й гвардейской лёгкой артиллерийской бригады.
- Посохин, Николай Григорьевич, гвардии капитан, командир артиллерийского дивизиона 1-й гвардейской пушечной артиллерийской бригады.
- Пурин, Павел Павлович, подполковник, командир 98-й гаубичной артиллерийской бригады.
- Резник, Фёдор Григорьевич, гвардии старший сержант, командир орудия 167-го гвардейского лёгкого артиллерийского полка 3-й гвардейской лёгкой артиллерийской бригады.
- Садыков, Ботабай, гвардии старший сержант, командир орудия 167-го гвардейского лёгкого артиллерийского полка 3-й гвардейской лёгкой артиллерийской бригады.
- Сафронов, Фёдор Петрович, младший сержант, наводчик миномёта 16-й миномётной бригады.
- Северов, Тимофей Петрович, гвардии старший лейтенант, командир батареи 206-го гвардейского лёгкого артиллерийского полка 3-й гвардейской лёгкой артиллерийской бригады.
- Сидельников, Пармений Михайлович, гвардии сержант, наводчик орудия 206-го гвардейского лёгкого артиллерийского полка 3-й гвардейской лёгкой артиллерийской бригады.
- Сидоров, Георгий Семёнович, гвардии старший лейтенант, командир батареи 205-го гвардейского пушечного артиллерийского полка.
- Староверов, Яков Петрович, гвардии лейтенант, командир взвода управления 200-го гвардейского лёгкого артиллерийского полка 3-й гвардейской лёгкой артиллерийской бригады.
- Стрижак, Владимир Степанович, гвардии капитан, командир батареи 205-го гвардейского пушечного артиллерийского полка 1-й гвардейской пушечной артиллерийской бригады.
- Сурамелашвили, Григорий Фёдорович, ефрейтор, наводчик орудия 399-го гаубичного артиллерийского полка 2-й гвардейской гаубичной артиллерийской бригады.
- Родионов, Сергей Иванович, гвардии старший лейтенант, командир батареи 167-го гвардейского лёгкого артиллерийского полка 3-й гвардейской лёгкой артиллерийской бригады.
- Тавровский, Пётр Ильич, гвардии сержант, командир орудия 206-го гвардейского лёгкого артиллерийского полка 3-й гвардейской лёгкой артиллерийской бригады.
- Трясин, Ерминингельд Васильевич, капитан, командир батареи 16-й миномётной бригады.
- Тыквач, Даниил Петрович, майор, командир 206-го гвардейского лёгкого артиллерийского полка 3-й гвардейской лёгкой артиллерийской бригады.
- Филиппов Александр Александрович, гвардии сержант, командир орудия 200-го гвардейского лёгкого артиллерийского полка 3-й гвардейской лёгкой артиллерийской бригады.
- Харьковский, Пётр Фёдорович, гвардии сержант, старший разведчик-наблюдатель батареи 1-й гвардейской пушечной артиллерийской бригады.
- Чернов, Иван Семёнович, гвардии младший сержант, командир взвода 206-го гвардейского лёгкого артиллерийского полка 3-й гвардейской лёгкой артиллерийской бригады.
- Чёрный, Григорий Александрович, гвардии ефрейтор, старший телефонист батареи 1-й гвардейской пушечной артиллерийской бригады.
- Чирков, Михаил Алексеевич, гвардии красноармеец, связист взвода управления 167-го гвардейского лёгкого артиллерийского полка 3-й гвардейской лёгкой артиллерийской бригады.
- Чистяков, Максим Андреевич, гвардии сержант, командир орудия 167-го гвардейского лёгкого артиллерийского полка 3-й гвардейской лёгкой артиллерийской бригады.
- Шипулин, Андрей Андреевич, лейтенант, начальник разведки дивизиона 16-й миномётной бригады